# Episodi de L'allegra banda di Nick (ottava stagione)
L'ottava stagione della serie televisiva L'allegra banda di Nick è stata trasmessa in anteprima in Canada dalla CBC Television tra il 16 settembre 1979 e il 17 febbraio 1980.
| nº | Titolo originale          | Titolo italiano | Prima TV Canada   | Prima TV Italia |
| -- | ------------------------- | --------------- | ----------------- | --------------- |
| 1  | Songwriters               |                 | 16 settembre 1979 |                 |
| 2  | Nick's Place              |                 | 23 settembre 1979 |                 |
| 3  | Nobody's Boy              |                 | 30 settembre 1979 |                 |
| 4  | Boom                      |                 | 14 ottobre 1979   |                 |
| 5  | The Singing Death Man     |                 | 28 ottobre 1979   |                 |
| 6  | Sunblind                  |                 | 4 novembre 1979   |                 |
| 7  | Cargo of Doom             |                 | 11 novembre 1979  |                 |
| 8  | A Fool and His Money      |                 | 18 novembre 1979  |                 |
| 9  | Up the Creek              |                 | 25 novembre 1979  |                 |
| 10 | Participaction            |                 | 2 dicembre 1979   |                 |
| 11 | Wheeler Dealer            |                 | 9 dicembre 1979   |                 |
| 12 | Manhunt                   |                 | 16 dicembre 1979  |                 |
| 13 | Skyhook                   |                 | 23 dicembre 1979  |                 |
| 14 | The Lovely Miss Peachum   |                 | 6 gennaio 1980    |                 |
| 15 | Mystery at Plunket Island |                 | 15 gennaio 1980   |                 |
| 16 | The Scent of Juniper      |                 | 20 gennaio 1980   |                 |
| 17 | Boatnappers               |                 | 27 gennaio 1980   |                 |
| 18 | Ace                       |                 | 3 febbraio 1980   |                 |
| 19 | Mercy Flight              |                 | 10 febbraio 1980  |                 |
| 20 | Windsurfer                |                 | 17 febbraio 1980  |                 |